# Bundesrat (Empire allemand)
Pour les articles homonymes, voir Bundesrat.

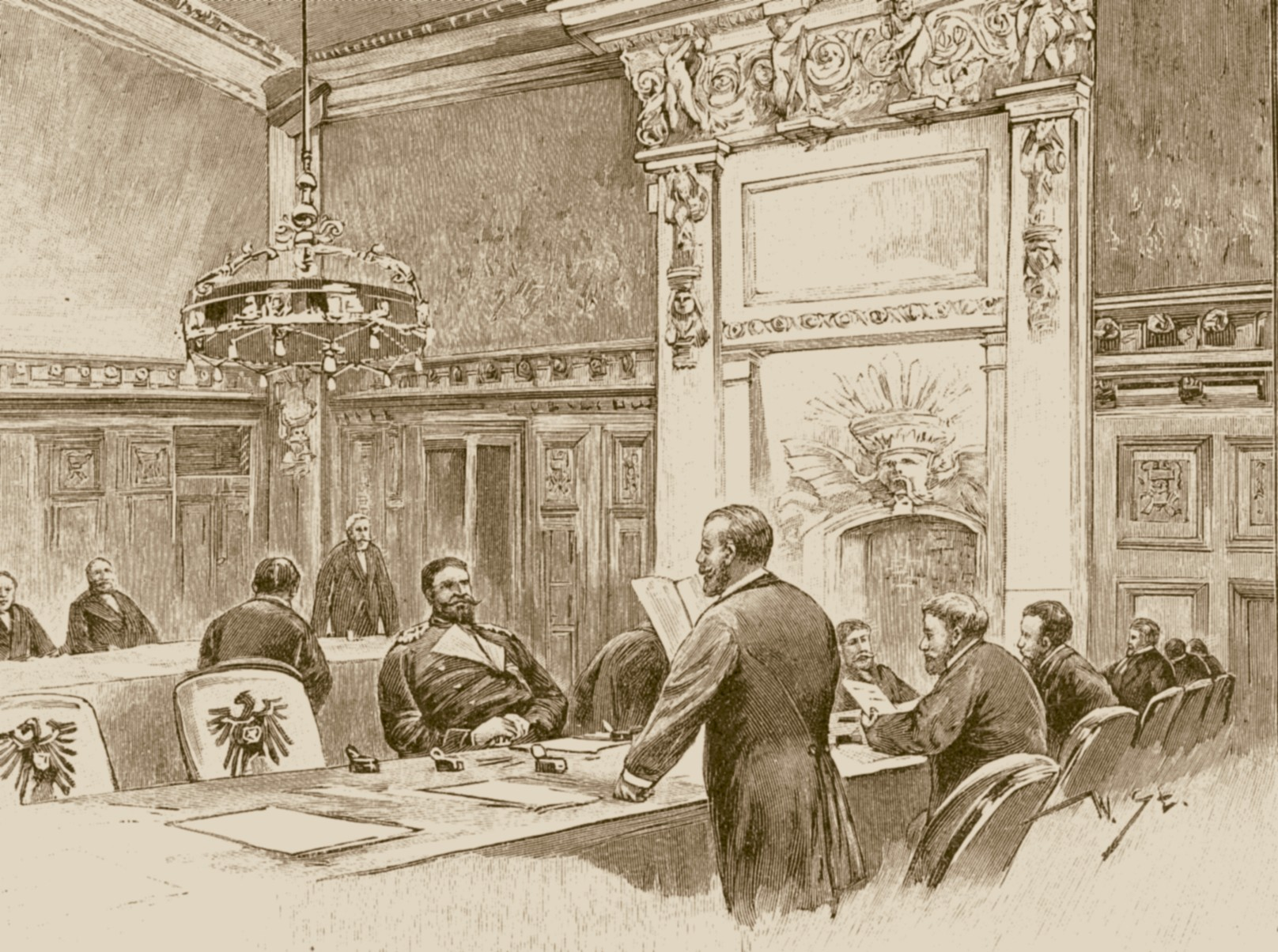
Salle des séances du Bundesrat au palais du Reichstag, à Berlin, vers 1894.

Le Bundesrat était l’organe constitutionnel de la Confédération de l’Allemagne du Nord puis de l'Empire allemand assurant de 1867 à 1918 la représentation des États fédérés au niveau national et leur concours au processus législatif et à l’administration. Présidé par le chancelier, il comprenait à l’origine 43 membres, puis 58 à partir de 1871 et 61 à partir de 1911 ; ses membres étaient des plénipotentiaires délégués par les États avec mandat impératif.
La constitution bismarckienne en faisait le plus haut organe de l’État et lui attribuait théoriquement des compétences étendues : toutes les lois du Reich devaient être approuvées par lui, ainsi que certaines décisions de l’empereur comme la dissolution du Reichstag ou la déclaration de guerre. Il fut cependant relégué au second plan par les autres institutions, notamment en raison de la domination du royaume de Prusse, qui se confondait avec le pouvoir impérial et qui avec dix-sept voix disposait d’une minorité de blocage.
Balayé en 1918 par la révolution de Novembre, il fut remplacé sous la république de Weimar par le Reichsrat, doté de pouvoirs plus réduits.

## Voix
| État                       | Nombre de voix en 1867 | Nombre de voix en 1871 | Nombre de voix en 1911 |
| -------------------------- | ---------------------- | ---------------------- | ---------------------- |
| Prusse                     | +17,                   | +17,                   | +17,                   |
| Bavière                    | -                      | +06,                   | +06,                   |
| Saxe                       | +04,                   | +04,                   | +04,                   |
| Wurtemberg                 | -                      | +04,                   | +04,                   |
| Bade                       | -                      | +03,                   | +03,                   |
| Hesse                      | +01,                   | +03,                   | +03,                   |
| Mecklembourg-Schwerin      | +02,                   | +02,                   | +02,                   |
| Saxe-Weimar                | +01,                   | +01,                   | +01,                   |
| Mecklembourg- Strelitz     | +01,                   | +01,                   | +01,                   |
| Oldenbourg                 | +01,                   | +01,                   | +01,                   |
| Brunswick                  | +02,                   | +02,                   | +02,                   |
| Saxe-Meiningen             | +01,                   | +01,                   | +01,                   |
| Saxe-Altenbourg            | +01,                   | +01,                   | +01,                   |
| Saxe-Cobourg et Gotha      | +01,                   | +01,                   | +01,                   |
| Anhalt                     | +01,                   | +01,                   | +01,                   |
| Schwartzbourg-Rudolstadt   | +01,                   | +01,                   | +01,                   |
| Schwarzbourg-Sondershausen | +01,                   | +01,                   | +01,                   |
| Waldeck                    | +01,                   | +01,                   | +01,                   |
| Reuss, branche aînée       | +01,                   | +01,                   | +01,                   |
| Reuss, branche cadette     | +01,                   | +01,                   | +01,                   |
| Schaumbourg-Lippe          | +01,                   | +01,                   | +01,                   |
| Lippe                      | +01,                   | +01,                   | +01,                   |
| Lubeck                     | +01,                   | +01,                   | +01,                   |
| Brême                      | +01,                   | +01,                   | +01,                   |
| Hambourg                   | +01,                   | +01,                   | +01,                   |
| Alsace-Lorraine            | -                      | -                      | +03,                   |
| Total                      | 43                     | 58                     | 61                     |